# جوانان هیتلری

نشان جوانان هیتلری

جوانان هیتلری (آلمانی: Hitlerjugend [ˈhɪtlɐˌjuːɡn̩t] (), اغلب به‌صورت مخفف اِج‌جِی (HJ), [haːˈjɔt] ()) یک سازمان شبه نظامی در دوران حکومت آدولف هیتلر در آلمان نازی بود. این سازمان یک سال پس از تأسیس اس آ تشکیل شد. برنامه‌های این سازمان برای جوانان پسر بین سنین ۱۴ تا ۱۸ سال و دختران ۱۰ تا ۱۸ سال بود. از اعضای این سازمان به منظور تبلیغات به نفع حزب نازی، نیروی جنگی و ارائه خدمات عمومی استفاده شد. این سازمان پس از جنگ جهانی دوم منحل شد

## ریشه

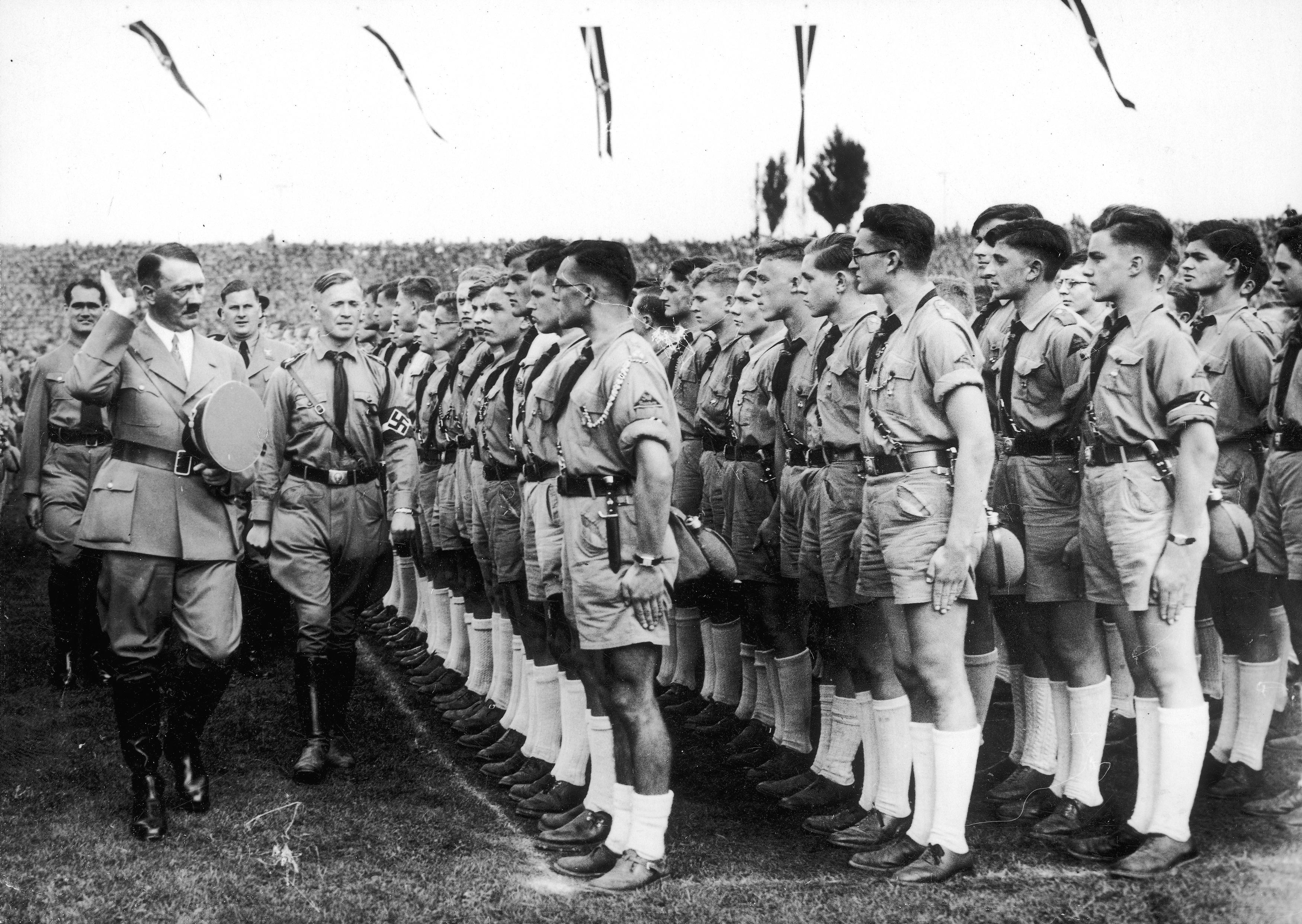
آدولف هیتلر در حال درود گفتن به سربازان جوانان هیتلری، در راه‌پیمایی نورنبرگ، ۱۹۳۵

ریشه سازمان جوانان هیتلری به کودتای مونیخ برمی‌گردد. در سال ۱۹۲۲ و پس از جنگ جهانی اول این سازمان با رویکرد حمایت و تبلیغ نازی‌ها تشکیل شد اما پس از سرکوب کودتای مونیخ فعالیت خود را به صورت مخفیانه و زیرزمینی ادامه داد. این گروه رسماً نام سازمان جوانان هیتلری را در تاریخ ۴ ژوئیه ۱۹۲۶ برای خود برگزید. این سازمان تا پایان سال ۱۹۳۰ بیش از ۲۵٬۰۰۰ عضو فعال داشت. این سازمان به صورت مستقیم زیر نظر آدولف هیتلر اداره می‌شد.

## اصول

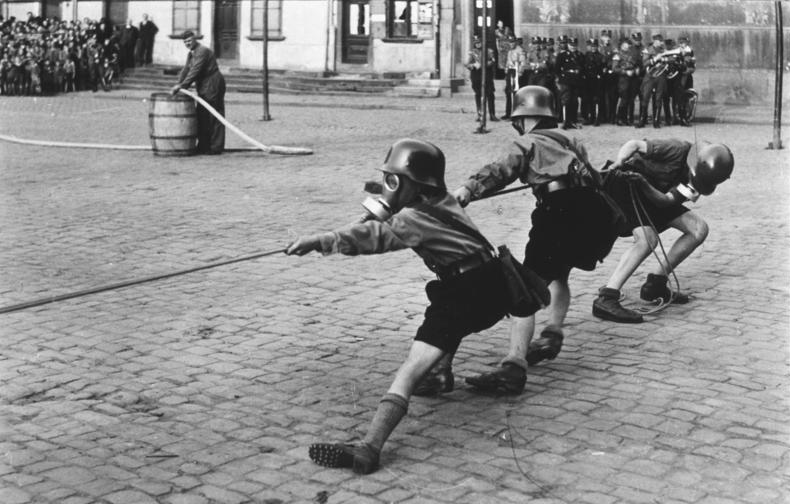
اعضای جوانان هیتلری سال ۱۹۳۳

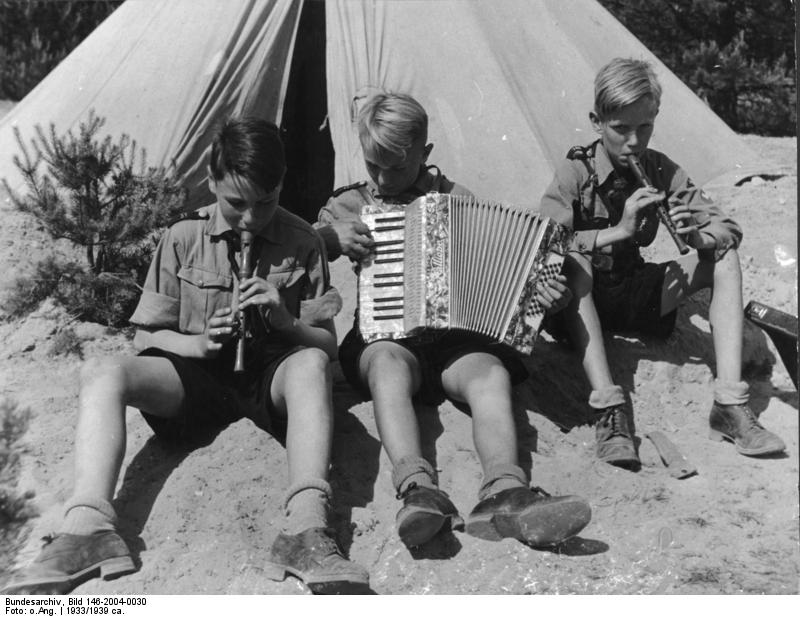
جوانان هیتلری در حال نوازندگی در برابر یک چادر

اصول کلی سازمان جوانان هیتلر این بود که هر عضو یک سرباز فداکار برای رایش سوم است. آموزش‌های ارائه شده در این سازمان بیشتر فیزیکی و نظامی بود. یونیفرم‌های این سازمان شباهت بسیاری به یونیفرم‌های اس آ داشت.

رهبران آلمان نازی در پی این بودند که بتوانند از درون سازمان جوانان هیتلر نخبگان آینده اس اس را بیابند. اعضای بلندپایه سازمان جوانان هیتلری با برگزاری جلسات متعدد در محل‌های مختلف آلمان سعی داشتند دیدگاه جوانان آلمان را نسبت به نازیسم و آدولف هیتلر تغییر داده و آنان را جذب افکار نازیسم نمایند.

این سازمان یک ماهنامه به نام «اراده و قدرت» داشت که به صورت منظم به چاپ می‌رسید و در اختیار اعضا گذاشته می‌شد

## پرچم
پرچم سازمان جوانان هیتلر شبیه پرچم فعلی اتریش بود با این تفاوت که یک نشان سواستیکا در میان آن قرار گرفته بود به نحوی که این نشان کمی بزرگتر از حد میانی و سفید رنگ پرچم بود و مقداری از آن بر روی دو بخش قرمز کشیده شده بود. البته به غیر از پرچم رسمی، پرچم‌های دیگری نیز وجود داشت که مختص به سایر زیرگروه‌های سازمان جوانان هیتلری بود.

پرچم اصلی سازمان
پرچم اسکورت
پرچم سه گوش قبل از ۱۹۳۳
پرچم اسکورت جنگی
پرچم سه گوش جنگی
پرچم سه گوش جنگی در اوایل ۱۹۳۳
پرچم سه گوش جنگی در اوایل ۱۹۳۳
پرچم سه گوش جنگی در اوایل ۱۹۳۳

## جنگ جهانی دوم

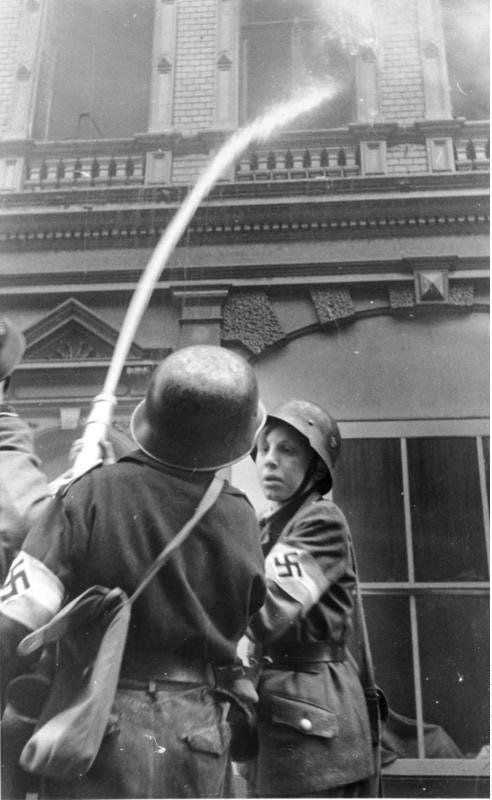
جوانان هیتلری آتش‌نشان در حال کار، دوسلدورف، ۱۹۴۳

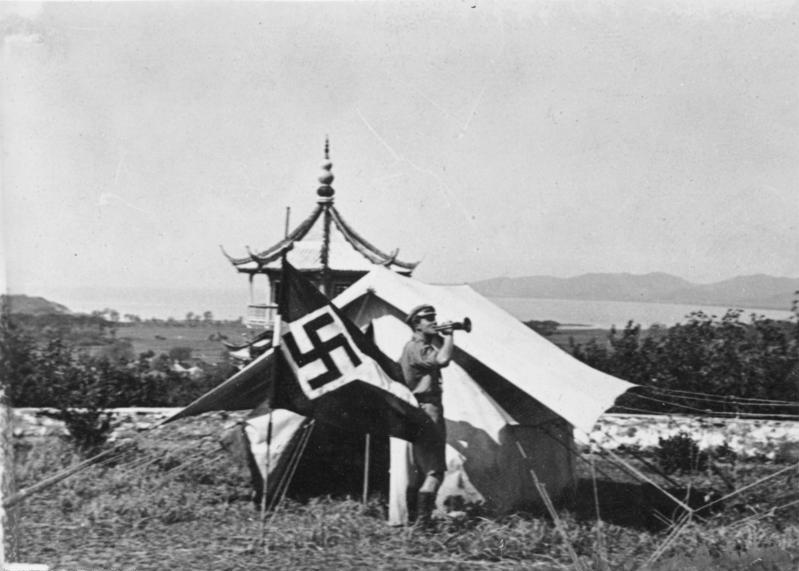
اردوگاهی در چین، ۱۹۳۵، آلمان پس از جنگ جهانی اول تمام امتیازات خود را در جمهوری چین از دست داده بود بنابراین با ایجاد یک اردوگاه مشترک در خاک چین سعی در بهبود روابط با آن کشور را داشت

در سال ۱۹۴۰ این ایده در سران آلمان نازی مطرح گردید که سازمان جوانان هیتلر می‌تواند به عنوان یک نیروی کمکی در خدمت جنگ باشد. پس از این بود که اعضای این سازمان به صورت فعال در جبهه‌های جنگ حاضر شدند. بسیاری از اعضای این سازمان در بخش‌هایی مانند خدمات پستی، آتش‌نشانی، خدمات رادیویی و نیروهای ضدهوایی مشغول به کار در پشت جبهه‌های جنگ شدند.
در سال ۱۹۴۳ رویکرد رهبران آلمان نازی در خصوص سازمان جوانان هیتلر تغییر کرد و تصمیم برآن شد که اعضای این سازمان خلأ به وجود آمده بر اثر جنگ را پر کرده و جایگزین نیروهای کشته شده در جبهه گردند. این روند تا پایان جنگ جهانی دوم ادامه داشت تا جایی که در سال ۱۹۴۵ از نوجوانانی با سن کمتر از ۱۲ سال در جبهه‌ها استفاده می‌شد.

### پس از جنگ
پس از جنگ سازمان جوانان هیتلر به دلیل آنچه نازی زدایی عنوان شد منحل گردید. برخی از اعضای این سازمان مظنون به جنایتکار جنگی شناخته شدند اما به دلیل اینکه اعضای این سازمان کمتر از ۱۸ سال سن داشتند به عنوان جنایتکار جنگی مورد تعقیب قرار نگرفتند.
پس از جنگ و در طول جنگ سرد بسیاری از سران آلمان غربی و آلمان شرقی به دلیل آنکه عضویت در این سازمان از سال ۱۹۳۶ اجباری بود قبلاً عضو این سازمان بودند.